# All Japan Kendo Enbu Taikai
L'All Japan Kendo Enbu Taikai (全日本剣道演武大会?, Zen Nihon Kendō Enbu Taikai), comunemente chiamato Kyoto Taikai (京都大会?, Kyōto Taikai), è il più antico, più tradizionale e prestigioso il evento di Kendō (剣道?) al mondo; viene organizzato con cadenza annuale dalla All Japan Kendo Federation (AJKF) all'inizio di maggio in corrispondenza della golden week presso il Butokuden (武徳殿?) di Kyoto, che fu la sede del Dai Nippon Butoku Kai (大日本武徳会?), da cui venne creato e inizialmente gestito questo evento e di cui la AJKF è la ideale continuazione.
Oltre al Kendō, vengono anche eseguite dimostrazioni delle altre due discipline promosse dalla AJKF, Iaidō (居合道?) e Jōdō (杖道?), nonché di (Atarashii) Naginata ((新しい)なぎなた?) e Kobudō (古武道?).
Come suggerisce il nome non si tratta di una vera e propria competizione ma di una serie di combattimenti dimostrativi a cui partecipano kenshi di alto grado tra cui alcuni fra i più importanti Maestri del Giappone e, di conseguenza, del mondo.
Oltre ad essere il più prestigioso, con oltre 3000 partecipanti ogni anno, è il più grande evento di Kendō del mondo.

## Storia
1895 (Meiji 28), il Dai Nippon Butoku Kai organizza per la prima volta una grande manifestazione dimostrativa presso il santuario Heian (平安神宮?, Heian Jingū).
Marzo 1899 (Meiji 32), viene completato il Butokuden in un'area a nord-est dello Heian Jingū.
1943 (Showa 18): l'evento è sospeso a causa del peggiorare della situazione della Guerra del Pacifico.
1946 (Showa 21), a seguito della successiva sconfitta del Giappone nella seconda guerra mondiale avvenuta nel 1945 (Showa 20), il Dai Nippon Butoku Kai è sciolto su ordine della forze di occupazione.
1952 (Showa 27), una volta finita l'occupazione, viene fondata la All Japan Kendo Federation come successore de facto del Dai Nippon Butoku Kai per Kendō, Iaidō e Jōdō. 
4 maggio 1953 (Showa 28) il torneo viene ricostituito: è il primo evento nazionale di kendō nei 10 anni dalla fine delle guerra. 
L'edizione del 2020, la 116ª, è stata annullata a causa della pandemia di Covid-19; la stessa cosa è avvenuta per la 117ª edizione prevista per il 2021. La manifestazione è ripresa, sebbene con speciali regole anti-covid e senza la presenza di pubblico, nel 2022 con la 118ª edizione. 

## Qualifiche
La partecipazione è riservata a:
- Kendō, Iaidō, Jodō: Reshi 6° dan o superiore registrati presso la AJKF.
- Naginata: Renshi o superiore registrati presso la All Japan Naginata Federation (全日本なぎなた連盟?, Zen Nihon Naginata Renmei)[6].
- Kobudō: equivalente a Renshi 6° dan o superiore.

Oltre all'evento ufficiale si svolgono eventi paralleli a cui possono partecipare praticanti di livelli inferiori.

## Svolgimento
L'All Japan Kendo Enbu Taikai ha una durata di tre giorni, con i combattimenti dei kenshi Hanshi 8° dan il terzo giorno come evento principale.
Solo un incontro di 2 minuti al meglio di tre ippon a persona; se non ci sono ippon in tempo, sarà un pareggio.
Per gli Hanshi, il grado più alto e quindi la categoria più prestigiosa, i combattimenti sono visti come un modello per cui il risultato non è giudicato. Questo perché si dice che sia, a differenza dei comuni tornei in cui si compete per la classifica, un torneo dimostrativo che mostra i risultati di un anno di pratica.

## Organizzazione
- Organizzazione: All Japan Kendo Federation
- Supervisione: Kyoto Prefectural Kendo Federation[7]
- Supporto: Prefettura di Kyoto, Città di Kyoto, Kyoto Prefectural Board of Education[8], Kyoto City Board of Education[9], Kyoto Shimbun[10]